# Hyainailouros sulzeri
Hyainailouros sulzeri Biedermann, 1863 era una specie appartenente alla famiglia degli Ienodonti (Hyaenodontidae), un gruppo di mammiferi carnivori simili a canidi dal cranio molto grande, vissuti 22-18 milioni di anni fa, nel periodo Eocene-Miocene. In particolare Hyanailouros sulzeri era una forma gigante, nata in Africa, ma diffusasi presto in Europa e Asia.

## Aspetto
I crani fossili ritrovati avevano una dimensione media di 50 cm facendo supporre un'altezza al garrese di 90 cm e una lunghezza testa-corpo di 1,9–2 m.

Il corpo era allungato, ma possedeva zampe corte.

## Comportamento
Era un animale solitario e probabilmente non era un predatore attivo. Pur potendo correre velocemente, le sue zampe non erano adatte a afferrare la preda e i suoi denti erano più adatti a frantumare le ossa che a dilaniare la carne. Perciò si pensa che fosse per di più un animale saprofago.